# Biotop-/Artenschutzgebiet mit Management
Biotop-/Artenschutzgebiet mit Management (englisch habitat/species management area) ist die Kategorie IV der IUCN-Kategorien für Schutzgebiete. Bei Gebieten dieser Kategorie ist Biotopschutz oder Artenschutz – oder beides zugleich – das wesentliche Ziel des Schutzgebietsmanagements.
Da Biotopschutz und Artenschutz oft miteinander einhergehen, ist auch die Bezeichnung Biotop- und Artenschutzgebiet gebräuchlich.

## Definition
Die IUCN (International Union for Conservation of Nature and Natural Resources) definiert die Kategorie IV wie folgt:

“Habitat/species management area: Areas to protect particular species or habitats, where management reflects this priority. Many will need regular, active interventions to meet the needs of particular species or habitats, but this is not a requirement of the category.”

„Biotop-/Artenschutzgebiet mit Management: Gebiete zum Schutz bestimmter Arten oder Lebensräume, in denen das Management diese Priorität widerspiegelt. In vielen werden regelmäßige, aktive Eingriffe erforderlich sein, um die Anforderungen bestimmter Arten oder Lebensräume zu erfüllen, dies ist jedoch keine Voraussetzung für diese Kategorie.“

Es ist nicht klar, warum bei der Benennung des Schutzgebietstyps englisch habitat mit deutsch Biotop übersetzt wurde. Die Begriffe sind ähnlich, aber in beiden Sprachen besteht normalerweise derselbe Bedeutungsunterschied: 
- Ein Biotop ist ein Gebiet als Lebensraum einer Lebensgemeinschaft (Biozönose), also aller in dem Gebiet lebenden Arten. Dieser Begriff bringt den Bezug zu einem Gebiet zum Ausdruck, aber nicht den Bezug zu einzelnen Arten.
- Mit einem Habitat ist der Lebensraum einer bestimmten Art gemeint, gegebenenfalls der Lebensraum mehrerer bestimmter Arten. Dieser Begriff bringt den Bezug zu einzelnen Arten zum Ausdruck, aber nicht notwendigerweise den Bezug zu einem bestimmten Gebiet (unabhängig von einem Gebiet ist zum Beispiel Totholz ein Habitat für viele Arten).

## Charakteristik
Die Größe dieser Schutzgebiete ist sehr verschieden, oft sind sie eher klein. Viele liegen in dicht besiedelten Regionen, auch marine Schutzgebiete finden sich in dieser Kategorie. Schutzgebiete der Kategorie IV sind typischerweise von menschlichem Einfluss geprägt, beispielsweise in Form von nicht nachhaltiger Nutzung oder Massentourismus. Der schädliche Einfluss des Menschen macht in der Regel aktive Gegenmaßnahmen nötig.
Die Ziele und die Art des Managements sind variabel, sie hängen von den Gegebenheiten des Schutzgebiets ab. Möglich sind unter anderem:
- Ziel: Schutz bedrohter Arten, z. B. bei einem Gebiet mit einer der letzten Populationen einer Art. Gegebenenfalls mit aktiven Maßnahmen. Beispiele:
  - Bereitstellung von Nahrung
  - Bereitstellung eines künstlichen Habitats (wie bei einem künstlichen Riff)
  - Schutz vor Wilderei
- Ziel: Habitatschutz (Erhaltung oder Wiederherstellung eines Habitats). Gegebenenfalls mit aktiven Maßnahmen. Beispiele:
  - Ansiedlung von Pflanzenfressern, wenn die ursprünglichen Pflanzenfresser in dem Gebiet fehlen
  - Bewässerung bei Trockenheit
  - Entwässerung bei zu viel Feuchtigkeit im Boden
- Ziel: Erhaltung der Biodiversität in einem vom Menschen geprägten Ökosystem durch regelmäßige Maßnahmen.

In die Kategorie IV der IUCN fallen typischerweise die klassischen „Naturschutzgebiete“ mitteleuropäischen Gepräges, die in anderen Staaten meist als „Naturreservat“ bezeichnet werden – während „Reservate“ im Deutschen speziell die streng geschützten Gebiete der Kategorie Ia/b (strict nature reserve/wilderness area) mit Zutrittsverbot sind. In den Vereinigten Staaten fallen die National Wildlife Refuges in die Kategorie IV. In Frankreich fallen die Réserves biologiques dirigées in diese Kategorie.